# Panic! at the Disco
Panic! at the Disco (na kratko P!ATD) je ameriška rock, emo, punk, alternative, pop (noben ni popolnoma prepričan o njihovem žanru) skupina iz Las Vegasa, Nevade. Skupina je nastala leta 2004. Tako kot Fall Out Boy so znani po malce odštekanih videih in dolgih naslovoh skladb.  
Glasbena skupina Panic! at the Disco je nastala, ko sta se dolgoletna prijatelja Spencer Smith (bobni) in Ryan Ross (kitara) odločila, da ne bosta več preigravala skladb drugih zasedb (predvsem Blink 182). K sodelovanju sta povabila še kolega iz šole Brendona Urieja (kitara/vokal) ter Brenta Wilsona (bas) in tako je nastala štiričlanska emo/punk pop (njihov žaner se z vsakim novim albumom spremeni) skupina, ki je zelo priljubljena med mladimi. Njihov prvi studijski album je A Fever You Can't Sweat Out. Razprodali so več ali manj celo ameriško turnejo, na kateri pa je kmalu basista Brenta Wilsona zamenjal Jon Walker, s katerim so odigrali tudi nekaj odmevnih evropskih festivalskih koncertov. Njihov drugi studijski album Pretty Odd. je izšel leta 2006 na njem sta tudi njihova hit singla Nine In The Afternoon, ki govori o očeh velikih kot luna in ga mnogi opisujejo kot "stonerski komad" in Northern Downpour, ki je še vedno razlog za otožnost veliko fanov. Kmalu zatem, ko so končali svoj drugi album Pretty Odd, sta Ryan Ross in Jon Walker preprosto zapustila band. Razlog naj bi bil to, da preprosto nimajo istih okusov za glasbo. Takrat se je končalo tudi ljubezensko razmerje med Brendonom Urieom in Ryanom Rossom, čeprav še dandanes veliko oboževalcev meni, da je Ryden resničen. 22. marca 2011 je band izdal svoj tretji album Vices & Virtues. Album je bil sedmi na lestvici Billboard 200, v prvem tednu je bilo prodanih 56.000 izvodov. Po tem albumu je skupino zapusti tudi Spencer Smith. V dobi njihovega četrtega studijskega albuma Too Weird To Live, Too Rare To Die! je bil uraden član Panic! at the disco le še Brendon Urie. Na tem albumu je zagotovo treba izpostaviti drugi komad Miss Jackson, ki je bil posnet v sodelovanju z Lolo. Nov album Death of a bachelor je izšel 15. januarja 2016. Do 30. novembra 2015 je 5 komadov iz tega albuma že izšlo (Death of a bachelor, Hallelujah, Emperor's New Clothes, Victorious, LA Devotee).

## Diskografija
- A Fever You Can't Sweat Out - 2005
- Live Session (EP) - 2006
- Pretty Odd. - 2008
- Vices & Virtues - 2011
- Too Wierd To Live, Too Rare To Die! (2013)
- Death of a Bachelor (15. januar 2016)
- Pray for the Wicked (2018)

## Zasedba

#### Člani
- Brendon Urie - vodeči vokal, kitara, klaviature

#### Nekdanji člani
- Dallon Weekes - bas kitara, vokal (fantomski član benda)
- Jon Walker - bas kitara, vokal
- Spencer Smith - bobni
- Brent Wilson - bas kitara
- Ryan Ross - vokal, vodeča kitara, klaviature